# Valle Latina

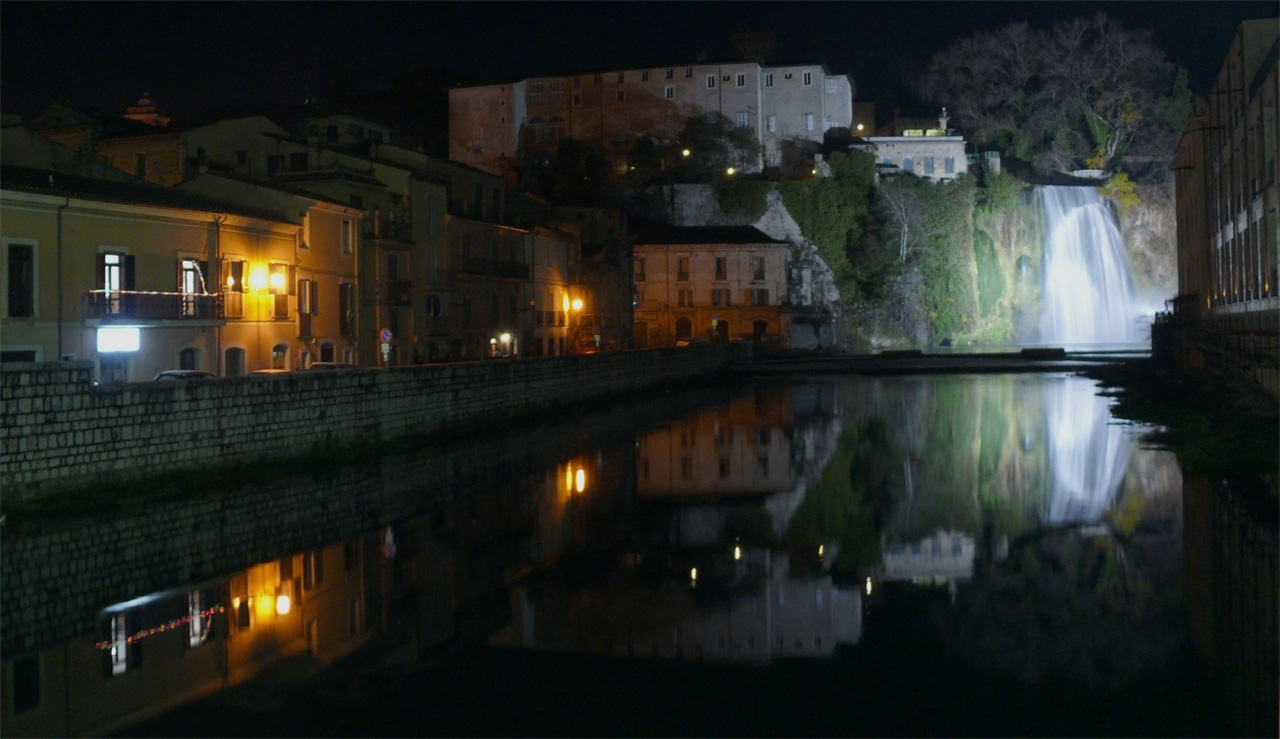
Isola del Liri

Valle Latina có vị trí địa lý và lịch sử thuộc nước Ý, trải dài từ phía nam thành Roma tới thành phố Cassino, tương ứng với phía đông của nhà nước La Mã cổ đại "Latium". Có hai con sông lớn là Liri và Sacco chảy qua Latin Valley. Những thành phố chính trong vùng này bao gồm Frosinone, Cassino, Sora, Anagni, và Alatri. Vào thời kỳ trung cổ, Valle Latina nằm giữa bang Lãnh thổ Giáo hoàng và Vương Quốc Napoli. Hiện nay Valle Latina thuộc về vùng Lazio.